# La colline a des yeux (film, 2006)
Cet article concerne le film d'Alexandre Aja. Pour le film de Wes Craven, voir La colline a des yeux.
Pour les articles homonymes, voir La colline a des yeux.
Série La colline a des yeux
La colline a des yeux 2
(2007)
Pour plus de détails, voir Fiche technique et Distribution.
La colline a des yeux ou Le Visage de la peur au Québec (The Hills Have Eyes) est un film franco-américain réalisé par Alexandre Aja et sorti en 2006. Il s'agit d'un remake du film homonyme de 1977 réalisé par Wes Craven.
En France, le film a rapporté 1 877 193 $ le premier week-end, pour un total de 3 648 875 $. En Belgique, le film a rapporté 768 572 $ (environ 984 121 $) au total.

## Synopsis
Big Bob Carter, ancien inspecteur de la police de Cleveland, et sa femme Ethel emmènent leur famille en Californie pour fêter leurs noces d'argent. Accompagnés de Lynn, Brenda et Bobby, leurs enfants, Doug le mari de Lynn, leur propre bébé et les deux chiens Beauty et Beast, ils décident de faire un détour par le désert du Nouveau-Mexique. Guidés par l'étrange gardien d'une station-service, ils empruntent un chemin non répertorié. Leurs pneus explosent et la famille se retrouve coincée en plein désert. Ils sont alors pris en chasse par une famille de mutants cannibales et défigurés victimes d'irradiations nucléaires.

## Fiche technique
- Titre français : La colline a des yeux
- Titre québécois : Le Visage de la peur
- Titre original : The Hills Have Eyes
- Réalisation : Alexandre Aja
- Scénario : Alexandre Aja et Grégory Levasseur, d'après l’œuvre originale de Wes Craven
- Musique : Tomandandy
  - Musique additionnelle : François-Eudes Chanfrault
- Photographie : Maxime Alexandre
- Montage : Baxter
- Maquillages : Gregory Nicotero
- Décors : Joseph C. Nemec III (de)
- Costumes : Danny Glicker (en)
- Production : Wes Craven, Frank Hildebrand, Samy Layani, Peter Locke (en), Marianne Maddalena (en)
- Sociétés de production : Craven-Maddalena Films (en), Dune Entertainment et Major Studio Partners
- Distribution : Fox Searchlight Pictures (États-Unis), 20th Century Fox France (France)
- Budget : 15 000 000 $
- Pays de production :  États-Unis,  France
- Format : couleur - 2,35:1 - DTS / Dolby Digital / SDDS - 35 mm
- Genre : horreur (slasher)
- Durée : 107 minutes, 108 minutes (version non censurée)
- Dates de sortie :
  - États-Unis : 10 mars 2006
  - France : 21 juin 2006
  - Belgique : 9 août 2006
- Film interdit aux moins de 16 ans lors de sa sortie en France

## Distribution
Remarque : À noter que le film a deux doublages différents : la version française originale qui fut utilisée pour le cinéma et un redoublage pour la version non-censurée du film.
- Aaron Stanford  (VF : Boris Rehlinger ; redoublage : idem) : Doug Bukowski
- Ted Levine  (VF : Jean-Yves Chatelais ; redoublage : Richard Darbois) : Big Bob Carter
- Kathleen Quinlan (VF : Danièle Douet ; redoublage : idem) : Ethel Carter
- Vinessa Shaw (VF : Barbara Delsol ; redoublage : idem) : Lynn Bukowski
- Emilie de Ravin (VF : Dorothée Pousséo ; redoublage : idem) : Brenda Carter
- Dan Byrd (VF : Maël Davan-Soulas ; redoublage : idem) : Bobby Carter
- Tom Bower (VF : Patrick Préjean ; redoublage : Patrick Raynal) : le gérant de la station service
- Robert Joy : Lizard
- Desmond Askew : Big Brain
- Ezra Buzzington (en) : Goggle
- Billy Drago : Jupiter
- Laura Ortiz : Ruby
- Michael Bailey Smith : Pluto
- Gregory Nicotero : Cyst

## Production
Peu après les remakes de films d'horreur comme Massacre à la tronçonneuse (2003) et Amityville, Wes Craven souhaite produire un remake de son propre film sorti en 1977. Alors qu'il cherche un réalisateur pour le projet, sa fidèle collaboratrice Marianne Maddalena lui suggère Alexandre Aja et Grégory Levasseur. Séduit par Haute Tension, Wes Craven accepte.
Plus qu'un simple remake du film de Wes Craven, Alexandre Aja et Grégory Levasseur ont voulu, avec l'accord de Wes Craven, en faire un film davantage personnel. Ils instaurent notamment l'idée de la famille contaminées par des radiations nucléaires, ce qui ravit Wes Craven. L'équipe s'est notamment beaucoup documentée sur les victimes de Tchernobyl et Hiroshima pour plus de véracité.
Le tournage a lieu au Maroc, notamment à Ouarzazate et ses CLA Studios. Les conditions dans le désert marocain sont très dures avec des vents violents et une forte chaleur.

## Bande originale
La musique est composée par le duo de musique électronique Tomandandy. L'album de la bande originale contient également des chansons de The Go, Webb Pierce ou encore The Mamas and the Papas.
Liste des titres
1. Leave the Broken Hearts – The Finalist[5]
2. Blue Eyes Woman – The Go
3. Highway Kind – Moot Davis
4. Summers Gonna Be My Girl – The Go
5. More and More – Webb Pierce
6. The Walls – Vault
7. In the Valley of the Sun – Buddy Stuart
8. Daisy – Wires on Fire
9. California Dreamin' – The Mamas and the Papas
10. Forbidden Zone
11. Gas Haven
12. Out House
13. Praying
14. Beauty
15. Ravens
16. Daddy Daddy
17. Beast Finds Beauty
18. Trailer
19. Aftermath
20. Ethel's Death
21. Next Morning
22. Mine
23. Village Test
24. Breakfast Time
25. Play with Us
26. The Quest I
27. The Quest II
28. Sacrifice
29. It's Over?

## Suite
Martin Weisz réalise la suite du film, La colline a des yeux 2, sortie en 2007. Le scénario est écrit par Wes Craven et son fils.